# Altiphylax tokobajevi
Espèce
Synonymes
- Alsophylax tokobajevi Yeriomtschenko & Szczerbak, 1984

Statut de conservation UICN

 LC  : Préoccupation mineure
Altiphylax tokobajevi est une espèce de geckos de la famille des Gekkonidae.

## Répartition
Cette espèce est endémique du Kirghizistan.

## Description
C'est un gecko insectivore, terrestre et nocturne.

## Étymologie
Cette espèce est nommée en l'honneur de Marat M. Tokobaev (1932-).

## Publication originale
- Yeriomtschenko & Szczerbak, 1984 : A new gecko lizard species (Reptilia, Gekkonidae) from Tien-Shan. Vestnik Zoologii, vol. 1984, no 2, p. 46-50.